# 長信宮燈
长信宫灯是汉代青铜鎏金灯具之一，前172年铸造。中华人民共和国国家一级文物。由考古学工作者白荣金在1968年对满城汉墓中窦绾墓（今河北省保定市满城区西南约1.5公里的山崖上）的发掘作业中发现。现藏于位于中华人民共和国石家庄市的河北博物院“满城汉墓”展区。

## 释名与由来
考古学家在宫灯灯身上辨识出“阳信家”的铭文，周长山等部分学者据此推测长信宫灯原属汉代阳信夷侯刘揭（前179年受封为侯）家中所有，《史记》记载刘揭之子刘中意因在汉景帝六年有罪而遭到废黜，封国与家财收为国有，长信宫灯被送入皇太后窦氏的宫殿“长信宫”浴府使用。故又增加了“长信宫”字样的铭文以示宫灯易主。窦绾与窦太后有亲戚关系，推测长信宫灯由窦太后送给窦绾，窦绾死后宫灯便随她葬入墓内。灯上还有“长信尚浴”字样，故发掘出土后被命名为“长信宫灯”。

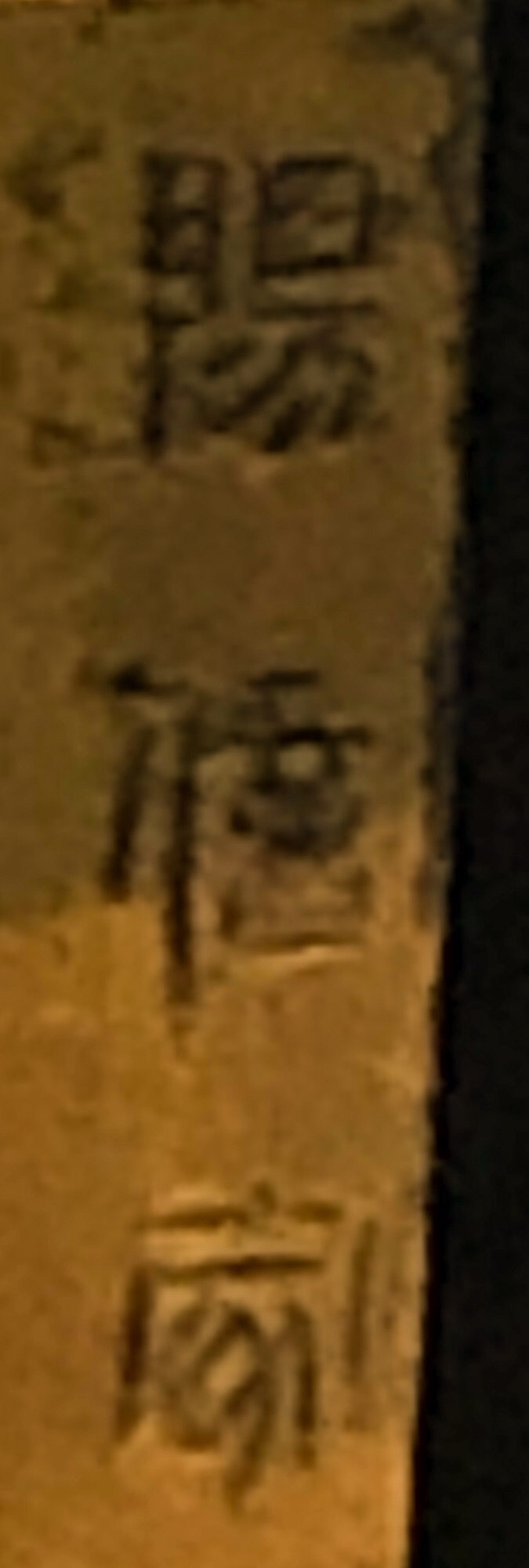
长信宫灯灯罩铭文：“阳信家”

此外学者赵化成等认为依照汉代“阳信家”青铜器的出土记录，包括长信宫灯在内的大量“阳信家”铜器均属于汉武帝之姊平阳长公主（阳信长公主），故长信宫灯最早属于哪位皇室成员尚没有确实定论。

## 结构与外观
宫灯的形态为一梳髻的跣足侍女正坐在地，手持铜灯。整件宫灯通高48厘米，重15.85千克。由头部、右臂、身躯、灯罩、灯盘、灯座6个部分分别铸造组成，头部和右臂可以组装拆卸，便于清洗灯具。宫灯部分的灯盘分上下两部分，刻有“阳信家”铭文，可以转动以调整灯光的方向，嵌于灯盘沟槽上的弧形瓦状铜版可以调整出光口开口的大小来控制灯光的亮度。右手与下垂的衣袖罩于铜灯顶部。宫女铜像体内中空，其中空的右臂与衣袖形成铜灯灯罩，可以自由开合。燃烧的气体灰尘可以通过宫女的右臂沉积于宫女体内，不会大量散逸到周围环境中。灯罩上方部分残留有少量蜡状残留物，推测宫灯内燃烧的的物质是动物脂肪或蜡烛。宫灯表面没有过多的修饰物与复杂的花纹，在同时代的宫廷用具中显得较为朴素。
灯上刻铭文九处，共65字，一说为64字，内容包括灯的重量、容量、铸造时间和所有者等。如：“长信尚浴，容一升少半升，重六斤，百八十九，今内者卧”（位于灯座底部）。

## 相关
1973年，中华人民共和国邮电部发行一枚“长信宫灯”邮票（编73，面额8分 1973年11月20发行）。2000年10月，国家邮政总局再次发行出土文物“长信宫灯”、“错金博山炉”、“朱雀衔环杯”、“蟠龙纹铜壶”一套4枚邮票（2000-21，面额80分 2000年10月20发行）。满城汉墓中出土的“金缕玉衣”“长信宫灯”图片及介绍文字编入了初中历史课本古代史部分。
长信宫灯作为2010年上海世界博览会河北馆的镇馆之宝向外界予以亮相。
河北博物院所藏长信宫灯是该院参加中央电视台节目《国家宝藏 (第二季)》的三件文物之一，由蒋雯丽担任明星守护人。
日本光榮公司的三國志游戲系列多次出現長信宮燈。但是此寶物不能提升持有者的任何技能，只是單純的一件寶物。

## 外部連結
- （中文）. 河北省博物館. （原始内容存档于2010-12-03）.